# Avraham Aba'as
Avraham Aba'as (hebrejsky: אברהם עבאס, žil 1912 – 17. září 1958) byl sionistický aktivista, izraelský politik a poslanec Knesetu za stranu Achdut ha-avoda.

## Biografie
Narodil se v Damašku v tehdejší Osmanské říši (dnes Sýrie). V roce 1929 přesídlil do dnešního Izraele, kde se stal členem kibucu Kfar Gil'adi. Pracoval ve stavebnictví.

## Politická dráha
Byl aktivní při zakládání sionistického hnutí he-Chaluc v Sýrii. Stal se vyslancem odborové centrály Histadrut mezi sionisty v Sýrii a Libanonu. V letech 1931–1934 pomáhal organizovat imigraci Židů z těchto zemí. S úkolem obnovit imigraci z těchto zemí tam byl vyslán opět v roce 1941. Byl členem Židovské národní rady. V roce 1949 byl zvolen do výkonného výboru Histadrutu. Od roku 1951 zasedal v předsednictvu Asociace sefardských komunit.
V izraelském parlamentu zasedl po volbách v roce 1955, kdy kandidoval za Achdut ha-avoda. Byl členem parlamentního výboru pro záležitosti vnitra a výboru House Committee. Zemřel během funkčního období. Jeho poslanecké křeslo pak zaujal Jerachmi'el Asa.